# Rândunică cu burtă brună
Rândunica cu burtă brună (Orochelidon murina) este o specie de pasăre din familia Hirundinidae. Se găsește în Bolivia, Columbia, Ecuador, Peru și Venezuela. Habitatele sale naturale sunt tufișurile subtropicale sau tropicale de înălțime înaltă, pășuni subtropicale sau tropicale de înălțime înaltă și pășuni.